# Physostegania
Physostegania is een geslacht van vlinders van de familie spanners (Geometridae), uit de onderfamilie Ennominae.

## Soorten
- P. melanorrhoea Dyar, 1913
- P. odrussa Druce, 1892
- P. pustularia Guenée, 1857